# Aktientausch
Ein Aktientausch (engl. stock swap) (oder Aktienumtausch) ist eine Vereinbarung bei Unternehmensübernahmen, wonach der Kaufpreis für ein Unternehmen ganz oder teilweise durch gegenseitigen Tausch eigener Aktien finanziert werden soll.

## Allgemeines
Beim Erwerb eines Unternehmens („Zielunternehmen“ oder „target“) durch ein kaufwilliges Unternehmen („Käufer“) wird ein Kaufpreis für die Aktien des Zielunternehmens vereinbart, der vom Käufer zu bezahlen ist. Die Bezahlung des Kaufpreises kann dabei ganz, teilweise oder gemischt durch Zahlung in bar oder in Aktien erfolgen. Voraussetzungen für den  Aktientausch sind, dass es sich sowohl beim Zielunternehmen als auch beim Käufer um Aktiengesellschaften oder Kommanditgesellschaften auf Aktien handelt und dass diese eigene Aktien im Bestand halten, bzw. die Bewilligung haben, neue Aktien auszugeben.
Alternativ zu einem Unternehmenskauf mit Bezahlung des Kaufpreises in Aktien kann auch eine Verschmelzung (Fusion) erfolgen; auch hierbei erhalten die Aktionäre des Zielunternehmens Aktien des Käufers; von der rechtlichen Auswirkung unterscheiden sich die beiden Alternativen jedoch, insofern das Zielunternehmen bei einem Kauf weiterbesteht (als Tochter des Kaufunternehmens), während es bei einer Verschmelzung in das Kaufunternehmen aufgeht.

## Arten
Man unterscheidet zwischen dem Aktientausch durch bereits in Umlauf befindliche Aktien (d. h. Aktien im Eigenbestand, wobei der Bestand an eigenen Aktien gesetzlich auf 10 % beschränkt ist) und einem Aktientausch durch „junge“ Aktien, die durch eine Kapitalerhöhung (Kapitalerhöhung gegen Sacheinlage, wobei die Aktien des zu übernehmenden Unternehmens die Sacheinlage darstellen) erst emittiert werden müssen. Bei einer Kapitalerhöhung muss das Unternehmen über die nötigen Bewilligungen seiner Hauptversammlung verfügen, d. h., der Kauf ist an die Zustimmung einer einzuberufenden Hauptversammlung bedingt, falls die bestehenden Bemächtigungen unzureichend sind.
Im Regelfall übernimmt das größere Käuferunternehmen ein kleineres Zielunternehmen. Eine Sonderform ist das so genannte Reverse Takeover, bei dem ein kleineres Unternehmen ein größeres Unternehmen mit eigenen Aktien erwirbt.

## Rechtsfragen
Der Aktientausch stellt keinen Tausch im Sinne des § 480 BGB dar, wenn die Aktien des Zielunternehmens in der Weise erworben werden, dass der Käufer eine Kapitalerhöhung durch die Ausgabe junger Aktien durchführt und die Aktionäre des Zielunternehmens ihre Aktien im Gegenzug für die jungen Aktien des Käufers bei dem kaufwilligen Unternehmen einbringen.
Erst seit März 1998 ist es Aktiengesellschaften in Deutschland erlaubt, eigene Aktien zum Zwecke des Aktientauschs zu erwerben. Das Aktienrecht hat die Voraussetzungen für den Erwerb von eigenen Aktien geschaffen. In § 71 Abs. 1 AktG ist der Erwerb eigener Aktien jedoch stark eingeschränkt. Der Rückkauf eigener Aktien ist zwar nach § 71 Abs. 1 Nr. 8 AktG für Tauschzwecke zulässig, er darf jedoch höchstens bis zu 10 % des Grundkapitals ausmachen. Die sich aus einem Rückkauf nach § 71 Abs. 1 Nr. 8 AktG ergebenden Begrenzungen belasten zudem die Liquidität des Käufers. Derartige Nachteile entfallen, wenn ein Aktientausch durch Kapitalerhöhung gegen Sacheinlage nach §§ 182 und 183 AktG erfolgt.
Das Wertpapiererwerbs- und Übernahmegesetz (WpÜG) vom Januar 2002 befasst sich mit der Gegenleistung, die der Käufer anzubieten hat. Öffentliche Kauf- und Tauschangebote nach § 2 Abs. 1 WpÜG betreffen Tauschangebote zum Erwerb von Wertpapieren (Aktien oder Aktien vertretende Wertpapiere) eines Zielunternehmens. Im Gegenzug muss dieses eine entsprechende Gegenleistung erbringen, die in Geld oder Wertpapieren bestehen kann. Besteht die Gegenleistung in Geld, liegt ein Kaufangebot vor, im Falle eines Tauschangebots liegt eine Sacheinlage vor. Der Käufer muss nach § 2 Abs. 4 WpÜG nicht zwingend eine AG sein. Der Gesetzgeber hat im WpÜG nicht bedacht, dass es sich nicht um einen Tausch im technischen Sinne des BGB handelt. Die jeweilige Gegenleistung ist für (freiwillige) Übernahmeangebote und das Pflichtangebot einheitlich in § 31 WpÜG in Verbindung mit §§ 3 ff. der WpÜG-Angebotsverordnung geregelt. Danach besteht die Wahl zwischen Barabfindung und Aktientausch. Die BaFin muss ein Übernahmeangebot untersagen, wenn die Gegenleistung offensichtlich nicht angemessen oder der Art nach unzulässig ist (§ 15 Abs. 1 Nr. 2 WpÜG).

## Bilanzierung
Im Falle des Rückkaufs eigener Aktien dürfen diese seit Januar 2010 nach § 272 Abs. 1a HGB nicht mehr aktiviert werden, sondern sind vom Grundkapital abzuziehen (so auch IAS 32.33). Erfolgt der Aktientausch durch Weitergabe der Aktien des Zielunternehmens an die Aktionäre des Käufers, hat dieser die Verrechnung mit dem Grundkapital aufzuheben, da die eigenen Aktien durch den Aktientausch als veräußert gelten (§ 272 Abs. 1b HGB). Eigene Aktien sind nach § 160 Abs. 1 Nr. 2 AktG im Anhang des Jahresabschlusses gesondert anzugeben. 